# Єлизавета Свідницька
Єлизаве́та (пол. Elżbieta; 1309/1315 — 8/9 лютого 1348) — свідницька князівна, княгиня опольська. Представниця роду Свідницьких П'ястів. Друга донька свідницького князя Бернарда і польської королівни Кунегунди, дочки польського короля Володислава І Локетка. Дружина опольського князя Болеслава II (1326). У шлюбі народила сімох дітей — трьох синів і чотири доньки. Матір опольського князя Володислава ІІ, управителя Русі. Похована у Опольському францисканському монастирі.

## Сім'я
- Батько: Бернард, свідницький князь.
- Матір: Кунегунда, донька польського короля Володислава І Локетка.
- Чоловік: Болеслав II, опольський князь.
- Діти:
  - Володислав ІІ, опольський князь.